# 舒声韵
舒聲韻是漢語音韻學和漢語方言學術語，指不以塞音為韻尾的韻母，與促聲韻相反，簡稱舒聲。現代官話普通話將所有促聲韻漢字發成舒聲韻。
在分析唐詩等古典詩詞詩，《廣韻》等韻書分漢字讀音為平、上、去、入四類聲調，平、上、去皆配舒聲韻，入聲皆配促聲韻。此乃兩種角度，平/上/去/入是從聲調角度劃分，而舒/促聲韻則是從韻尾音節結構來區分。陰聲韻和陽聲韻都屬舒聲韻，陰聲韻與陽聲韻之分，無關於平分陰陽中之陰聲調與陽聲調。

## 陰聲韻
陰聲韻指沒有鼻音韻尾的韻母，簡稱陰聲。例如《切韻》中的戈果過韻，上古漢語中的之支魚部。

## 陽聲韻
陽聲韻指有鼻音韻尾（-n、-m、-ŋ）的韻母，簡稱陽聲。例如《切韻》中的東董送韻，上古漢語中的蒸耕陽部。

## 演變爭議
在中古漢語中，入聲韻與主要元音相同的陽聲韻相配。但是在《詩經》中，陰聲韻字常與入聲韻字通押，故從顧炎武開始，絕大多數學者都認為上古入聲韻配陰聲韻，部分學者在劃分韻部時直接採用陰陽韻兩分法。
陸志韋、李方桂、丁邦新等學者認為，上古漢語中陰聲韻用濁塞音（-b、-d、-g）作韻尾，故可以和入聲韻通押。如此則上古漢語中沒有開音節，如此的語言是否存在還需要語言類型學相關研究的支持。但是即使如此，陰聲韻和陽聲韻、入聲韻相對的地位沒有改變，被劃入陰聲韻的字也沒有改變類別。